# Piotr Bakun
Piotr Bakun (ur. 1972) – polski koszykarz grający na pozycjach rzucającego obrońcy lub niskiego skrzydłowego, po zakończeniu kariery zawodniczej trener koszykarski. 
Jako trener jest uważany za jeden z symboli odrodzenia koszykarskiej sekcji Legii Warszawa, z którą awansował najpierw do I ligi (sezon 2013/2014), a potem do Polskiej Ligi Koszykówki (sezon 2016/2017). Funkcję trenera Legii przestał pełnić 15 listopada 2017. W styczniu 2018 objął drużynę Dzików Warszawa, którą po wprowadzeniu do I ligi prowadził do grudnia 2020.

## Osiągnięcia trenerskie
Na podstawie, o ile nie zaznaczono inaczej.
(* – jako asystent)
Koszykówka seniorska
- Awans z zespołem Legii Warszawa do:
  - PLK (2017)[5]
  - I ligi (2014)
- Finał II ligi (2013)

Koszykówka młodzieżowa
- Mistrzostwo Polski do lat 18 (2004)
- Wicemistrzostwo:
  - Europy U–18 dywizji B (2009)*
  - Polski do lat:
    - 20 (2004, 2009, 2011)
    - 16 (2002)
- Brąz mistrzostw Polski do lat 20 (2010)
- Uczestnik mistrzostw:
  - świata U–19 (2011 – 7. miejsce)*
  - Europy:
    - U–20 (2014 – 9. miejsce)*
    - U–18 (2010 – 6. miejsce, 2011 – 6. miejsce)